# R-39 (misil)

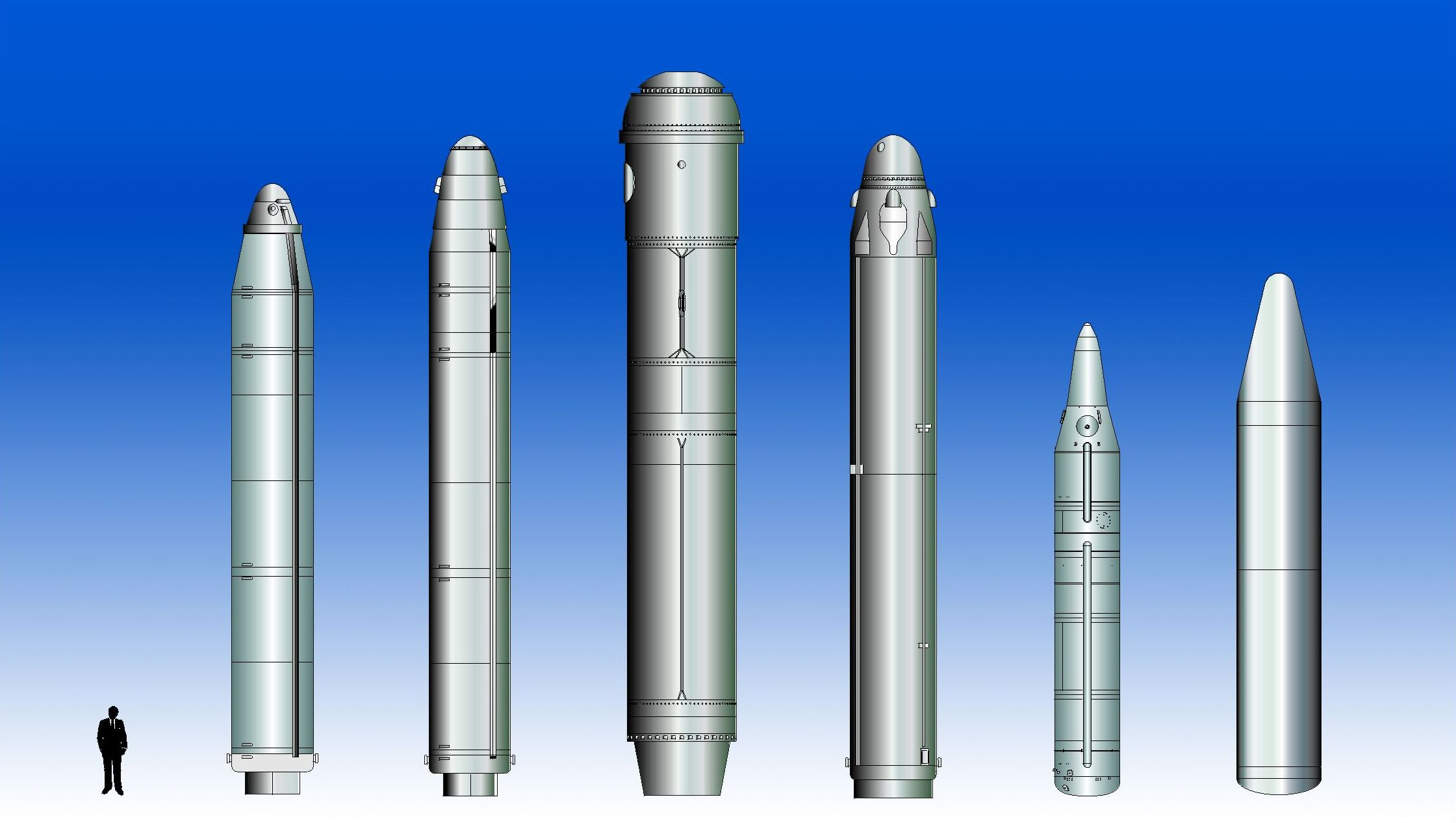
Misiles submarinos: R-29, R-29Р, R-39, R-29РМ, CSS-NX-3, JL-2

R-39 (en ruso: Р-39, designación OTAN: SS-N-20, designación de control de armas bilateral: RSM-52) fue un misil balístico intercontinental soviético diseñado para ser lanzado desde submarinos Typhoon, comenzados a desarrollar a finales de los años 1970.

## Versiones

### R-39
El primer vuelo de prueba tuvo lugar en 1979. Entró en servicio en 1983.

#### Especificaciones
- Masa total: 81.000 kg
- Diámetro: 2,4 m
- Longitud total: 20 m
- Ojiva: 2270 kg
- Alcance máximo: 8400 km
- CEP: 0,5 km

### 3M65
El primer vuelo de prueba tuvo lugar en 1983. 

#### Especificaciones
- Masa total: 90.000 kg
- Diámetro: 2,4 m
- Longitud total: 15,98 m
- Ojiva: 2270 kg
- Alcance máximo: 8310 km
- CEP: 0,5 km

### Rif
R-39 adaptado como vehículo lanzador suborbital u orbital. Lanzado 57 veces, la última el 11 de diciembre de 2003.

#### Especificaciones
- Apogeo: 1000 km
- Empuje en despegue: 2060 kN
- Masa total: 84.000 kg
- Diámetro: 2,4 m
- Longitud total: 16 m
- Alcance máximo: 8300 km